# Grafo de Chvátal
En el área matemática de la teoría de grafos, el Grafo de Chvátal es un grafo regular no dirigido de 12 vértices y 24 aristas, definido por Václav Chvátal en 1970.

## Galería

Su número cromático es 4.
Su índice cromático es 4.
Corresponde a un camino hamiltoniano.
Dibujo alternativo del Grafo de Chvátal.